# Portugália kultúrája
Portugália kultúrája az ókori római civilizáció latin kultúrájának gyökereihez visszavezethető, kelta befolyással, a római és az ibériai kelta kultúra keverékéből alakult ki, de hosszú történelme során számos nép befolyásolta az ország kultúráját, így a rómaiak előtt a föníciaiak, a luzitánok, a gallaecusok, majd később a különféle germán népek, a vizigótok, a zsidók és a mórok is.  

## Oktatási rendszer

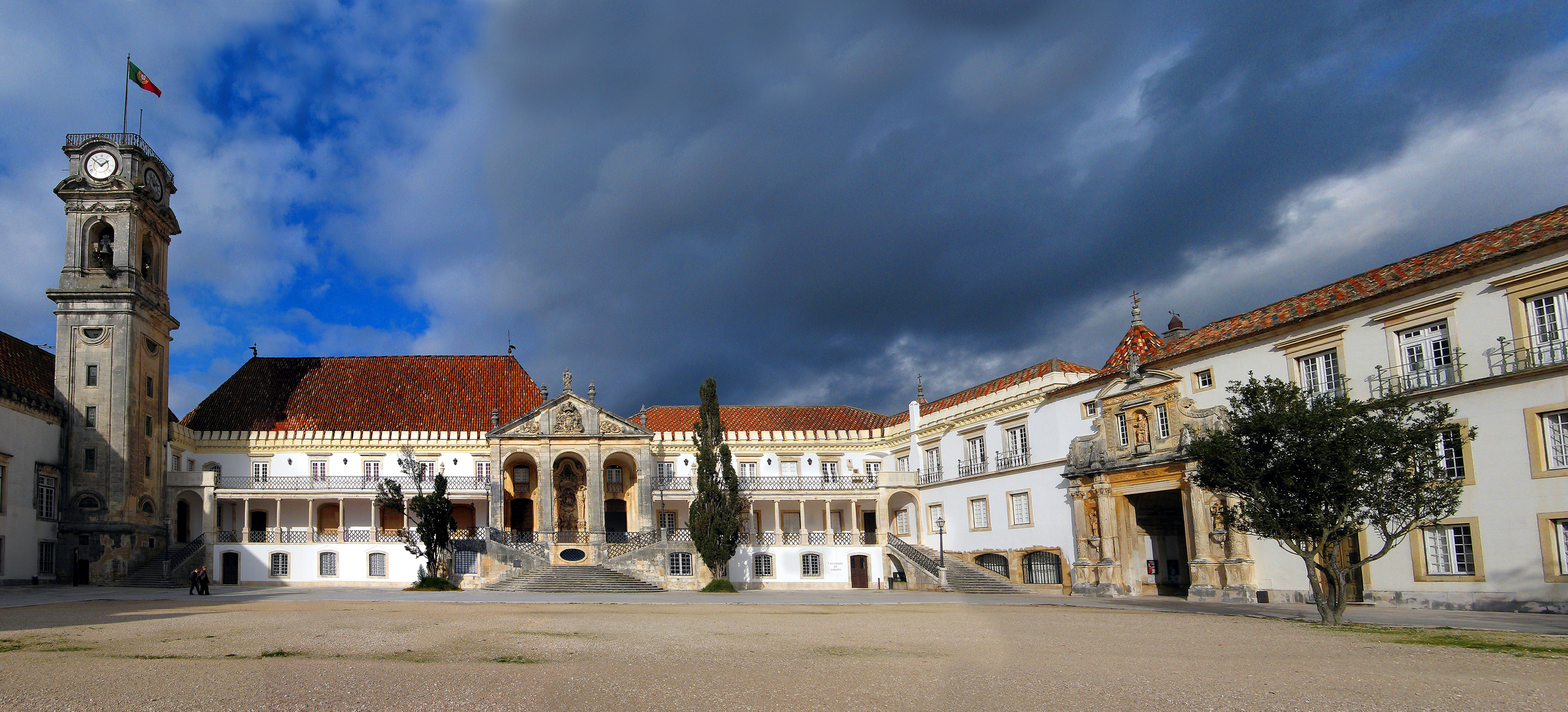
Coimbra egyeteme a legrégebbi alapítású az országban (1290)

Az oktatás Portugáliában ingyenes és kötelező 18 éves korig, amikor a tanulók a 12. évet teljesítik. Az oktatást az állam az Oktatási Minisztériumon keresztül szabályozza.

### Felsőoktatás
A nemzeti felsőoktatási rendszer teljes mértékben integrálódott az európai felsőoktatáshoz.
Az első portugál középkori egyetemeket, például a Coimbrai Egyetemet a 13. században hozták létre.

## Kulturális világörökség
Portugália gazdag kulturális örökségű ország. A sok építmény közül az UNESCO a következőket ismerte el kulturális világörökségnek:
- Angra do Heroísmo városának központi területe az Azori-szigeteken
- A Jeromos-rendiek kolostora és a Belém-torony (Torre de Belém), Lisszabon
- Győzelmes Szűz Mária-kolostor, Batalha
- Krisztus-rendi kolostor, Tomar
- Évora történelmi központja
- Alcobaça-kolostor
- Sintra, kultúrtáj
- Oportó (Porto) történelmi központja
- A Côa-völgy prehisztorikus sziklarajzai
- Az Alto Douro borvidék
- Guimarães történelmi központja
- Pico-sziget, borvidék, kultúrtáj. (Azori-szigetek, Pico-sziget)
- A madeirai „Laurisilva” (babérerdő)

## Művészetek

### Építészet
A korai reneszánsz egyik megjelenési formája a Mánuel stílus. Az ország híres építészei: Álvaro Siza, Eduardo Souto de Moura, Diego Arruda, Mateo Fernández.
- - Népi építészet

Egész Portugáliában piros agyagcserepek teszik emlékezetessé a városok és falvak panorámáját. A legelterjedtebb a telha de canudo, az ún. csőcserép. Ezek a félig hengeres cserepek a móroktól származnak.
A vidéki népi építészetet meghatározza az éghajlat és a környéken található építőanyagok fajtája. Észak-Portugáliában vastag falú gránitházak védenek a hideg téltől és az esőtől. Beira vidékén az éghajlat enyhébb, a tégla- vagy mészkőházak itt dél felé néznek, hátukat mutatva az északi szélnek. Alentejo és Ribatejo környékén hosszú és alacsony agyagházak bújnak el a nyári nap és a csípős tél elől. Színes szegélyű házain kevés nyílás van, hogy télen benntartsák, nyáron kirekesszék a meleget. Nyáron egyes tetőcserepeket levesznek, hogy világosabb legyen odabent. Algarve agyag- és kőházait hegyek védik, így lakosai nyugodtabban élvezhetik a mediterrán éghajlatot. A házak kéményei fontos díszítőelemek. Mór hatást látunk a henger vagy prizma alakú agyagkémények geometriai perforációjában. A fehérre meszelt kémények egyes elemeit színes festékkel emelik ki.
A vidéki házak Minho és Trás-os-Montes környékén kétszintesek. A házak lépcsője rendszerint kívül található. A verandát tartalék szobának használják, míg a földszinti helyiségeket állattartásra és raktározásra.
A halászházak Costa Nova környékén, Aveirótól délre élénk színű csíkokkal vannak festve. A különböző színű csíkok segítségével ismerik fel a halászok a házaikat az oly gyakori sűrű ködben. A mai modern házaknál csempe vagy festett façade őrzi a csíkos házak hagyományát.
- - Festett kerámiák

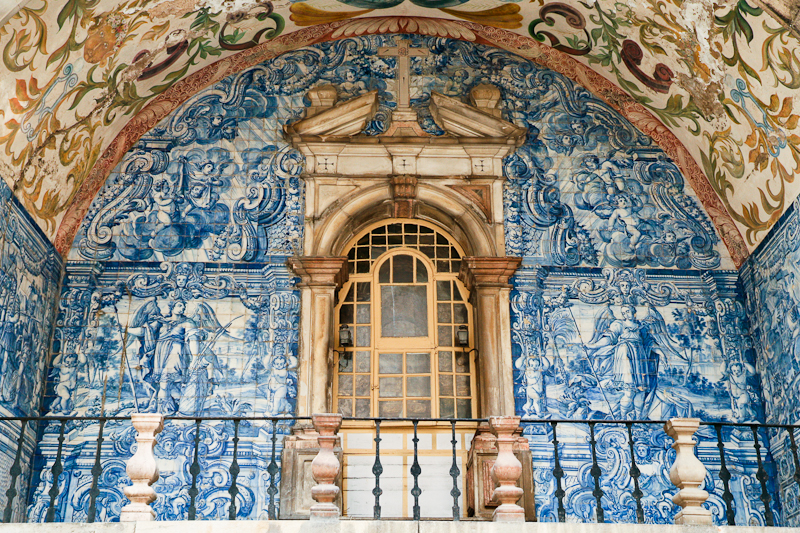
Azulejo (festett kerámia) Óbidos városkapuján

A móroktól származik az az ötlet, hogy a falakat, a padlót, sőt még a plafont is csempével borítsák. Portugália a 16. században kezdett el díszcsempéket gyártani. A 18. századra itt állították elő a legtöbb és a legváltozatosabb csempéket. A barokk kor kék-fehér csempéit tartják a legszebbnek. A portugál építészetben az azulejos (festett kerámiák) továbbra is az egyik legfontosabb kül- és beltéri díszítőelem. Sok várost és falut dob fel a színes, épületek homlokzatát díszítő csempe. Az észak-portugál Ovar városa a legmeglepőbb.

### Képzőművészetek
A portugál festészetet az európai áramlatok követése jellemezte, legismertebb alkotók: Mário Cesariny de Vasconcelos, Luis Pinto Coelho és José Sobral de Almada-Negreiros.

### Filmművészet

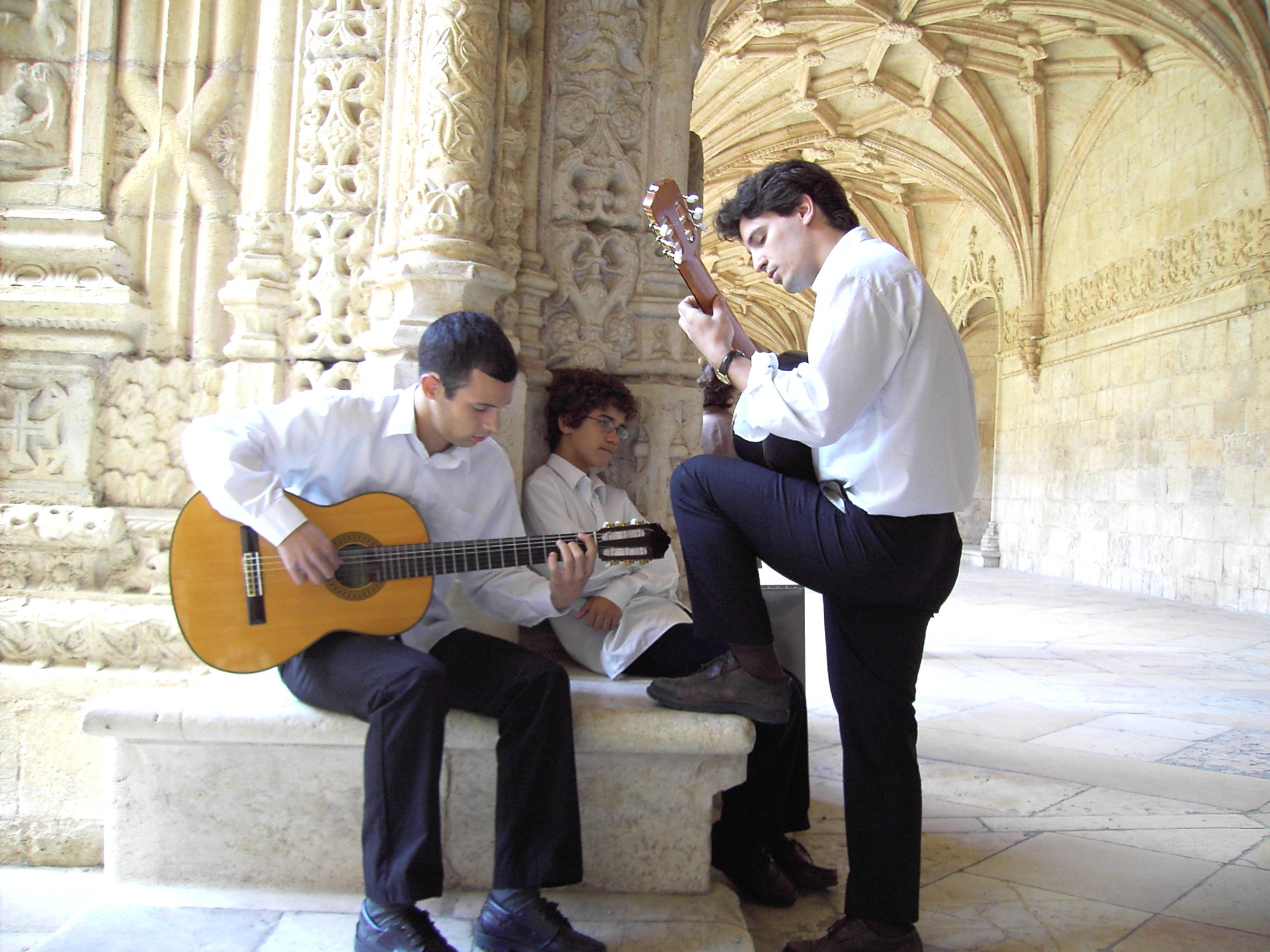
Fado

### Zene
A portugál zene a spanyollal együtt és egy időben, sok arab vonással alakult ki. Hangszerelése és hangneme ma is sok arab hagyományt őriz.
A népzene ismert formája a (lisszaboni) fado. A modern portugál daloknak több fado-változatuk is ismert (pl. fado gai).
A legismertebb fadoénekesek António Pinto Basto, Amália Rodrigues és José Manuel Alfonso Cerqueira dos Santos.
A gitár, amellyel a fadot kísérik (guitarra), különbözik a spanyol gitártól (viola). A spanyol hangszer hat húrja helyett itt a lantos 12-t penget.

### Tánc
A néptáncok közül északon a viras, a mozgalmasabb gota (vira galego), valamint a ragyogó népviseleti ruhákban járt vidám perim és malhão érdemel említést.
A Beirák és Trás-os-Montes eredetibb, kimunkálatlan táncai a chulas és a dança dos Pauliterios.
Délebbre a vira, a fandango (vagy escovinho) a parasztok tánca.
Alentejo szomorú táncai a saias és a balhas. Algarve dinamikus, ünnepi tánca, amelyhez a lányok hagyományosan feketét öltenek, a corridinho.

## Sport

### Futball
A futball a legnépszerűbb sport Portugáliában. E sport a 19. század utolsó évtizedeiben kezdődött közismertséggel az országban, amelyet az Angliából visszatért portugál diákok hoztak.
2010 áprilisában a FIFA a portugál labdarúgó-válogatottot a 207 ország közül a 3. helyezettre helyezte. A legendás Eusébio továbbra is a portugál labdarúgás szimbóluma. Luís Figot a FIFA választotta az Év Játékosának 2001-ben, miután 2000-ben második lett. Manuel Rui Costa és Cristiano Ronaldo szintén figyelemre méltó, bár Vítor Baía kapus a történelemben a legtöbb bajnoki címmel rendelkező játékos, beleértve az összes európai klubkupát. Ezenkívül José Mourinho-t a labdarúgás történetének egyik legsikeresebb és legjobban fizetett futballmenedzserének tekintik. 
A fő hazai futballverseny a Primeira Liga, ahol az uralkodó csapatok az S.L. Benfica, FC Porto és a lisszaboni Sporting CP.

### Egyéb
A labdarúgáson kívül Portugáliában minden évszakban számos más, profi sportversenyre kerül sor, beleértve a kosárlabdát, az úszást, az atlétikát, a teniszt, a gimnasztikát, a futsalot, a kézilabdát és a röplabdát.

## Gasztronómia
Portugál jellegzetességnek mondható, hogy étrendjükben sok a hal, valamint a tojásos és zöldségekkel készített étel. Nagyon sok étel második fogása egy halétel (peixe). A tojást (ovo) egyaránt használják levesek, halételek, húsok és cukrászsütemények elkészítéséhez. Számtalan ételük alkotórészei a tengeri kagylók és rákok, ezeket rizs és húsok (szárnyas és nyúl) kíséretében levesekbe is belefőzik. Egyik legismertebb levesük a Caldo Verde, melynek alapja a burgonyapüré és a szeletekre vágott fodros kel.
Első fogásként – ha az nem hideg, vegyes saláta – többnyire levest (sopa) tálalnak. Második fogásként vagy halat (elsősorban tőkehalat, bacalhau), vagy kagylóból (marisco) és polipból (polvo) fűszeresen készített ételeket szolgálnak fel. Az éttermek előtt faszénen sütve kínálják a sülthalfiléket, kardhalat, szardíniát. Gyakori második fogás a zöldséggel (például padlizsánnal vagy articsókával) készült rántotta (omeleta). Jellemző még a Frango Piri-Piri (pácolt grillcsirke). Utóételként általában különféle sajtokat szolgálnak fel, amire csúszik a jó portugál bor.
Népszerű desszertjük a Pastel de Nata, ami vaníliakrémmel töltött, fahéjjal szórt leveles kosárka, és az Arroz Doce, vagyis a rizspuding.

## Ünnepek, fesztiválok

### Ünnepek
Állami ünnepek :
- január 1., Újév (Ano Novo)
- mozgó ünnep, Húshagyókedd (Carnaval)
- mozgó ünnep, Nagypéntek (Sexta-Feira Santa)
- mozgó ünnep, Húsvét (Páscoa)
- április 25. A szabadság napja (Dia da Liberdade), az 1974-es szegfűk forradalmának (Revolução dos Cravos) évfordulója
- május 1. A munka ünnepe (Dia do Trabalhador)
- mozgó ünnep, Úrnapja (Corpo de Deus)
- június 10. Portugália napja (Dia de Portugal, de Camões e das Comunidades Portuguesas), Luís Vaz de Camões (1525–1580) nemzeti költő halálának napja
- augusztus 15. Mária mennybemenetele (Assunção de Nossa Senhora)
- október 5. A köztársaság 1910-es kikiáltásának ünnepnapja (Implantação da República)
- november 1. Mindenszentek (Todos os Santos)
- december 1. A függetlenség helyreállításának napja (Restauração da Independência) – 1640. december elsején lázadt fel Portugália (sikeresen) a spanyol-portugál perszonálunióból kiválásért
- december 8. Szűz Mária szeplőtelen fogantatása, Portugália védőszentjének napja (Imaculada Conceição)
- december 25. Karácsony (Natal)

### Fesztiválok
Nyáron, június hónapban a három katolikus szentnek, mint népi szenteknek szentelt ünnepségek zajlanak. Valószínűleg ezek a fesztiválok már kapcsolatban álltak a római vallással vagy a helyi istenségekkel azelőtt, hogy a kereszténység elterjedt a régióban.  Az ünnepségek során szerte Portugáliában számos esküvő, hagyományos utcai tánc és tűzijáték zajlik.
A három szent: 
- Szent Antal (június 12–13-i éjjel), különösen Lisszabonban ünneplik
- Szent János (jún. 23.-24) főleg Portóban és Bragában
- Szent Péter. (jún. 28.-29) különösen Povoa de Varzimban és Barcelos-ban

## Fordítás
- Ez a szócikk részben vagy egészben  a   Culture of Portugal című angol Wikipédia-szócikk fordításán alapul.  Az eredeti cikk szerkesztőit annak laptörténete sorolja fel. Ez a jelzés csupán a megfogalmazás eredetét és a szerzői jogokat jelzi, nem szolgál a cikkben szereplő információk forrásmegjelöléseként.